# Polnisch-spanische Beziehungen
Die polnisch-spanischen Beziehungen sind die außenpolitischen Beziehungen zwischen Polen und Spanien.
Die polnisch-spanischen Beziehungen gehen zurück bis ins Mittelalter. Eine der ersten Beschreibungen Polens in der Mitte des 10. Jahrhunderts geht auf den andalusischen Kaufmann und Reisenden Ibrahim ibn Yaqub zurück. Die frühen Piasten verkauften insbesondere Sklaven gegen Silber an andalusische Händler. Polen-Litauen stand seit dem 15. Jahrhundert in regem Handelsaustausch mit Spanien über Danzig und Elbing, wobei es insbesondere Getreide, Flachs, Honig und Fälle exportierte. In der frühen Neuzeit kamen viele spanische Jesuiten nach Polen-Litauen, wo sie im 16. Jahrhundert zahlreiche Schulen, Kollegien und die Universität in Vilnius gründeten. Zu den polnischen Gesandten an den spanischen Königshof zählten Johannes Dantiscus und Piotr Dunin Wolski. 1557 vergab die polnische Königinmutter Bona Sforza ein beträchtliches Darlehen, die sogenannten Neapolitanischen Summen, an den spanischen König Philipp II., dessen fehlende Rückzahlung die Beziehungen in der zweiten Hälfte des 16. Jahrhunderts trübte. Philipp II. wurde in diesem Zusammenhang sogar beschuldigt, Bona Sforza vergiften lassen zu haben. 1639 kam es im Dreißigjährigen Krieg zu einem Bündnis zwischen Polen-Litauen und Spanien, das jedoch nie in Vollzug gesetzt wurde und Polen-Litauen letztlich nicht auf Seiten der Habsburger in den Krieg eingriff, sondern weiterhin neutral blieb. Der polnische Schriftsteller Andrzej Chryzostom Załuski war in den 1670er Jahren Botschafter in Spanien. Spanien protestierte als eines der wenigen Länder gegen die Polnischen Teilungen und der spanische Botschafter in Warschau Domingo de Iriarte blieb als einer der letzten ausländischen Vertreter bis 1795 in Warschau. An den Napoleonischen Kriegen auf der Iberischen Halbinsel nahmen Polnische Legionen auf Seiten Frankreichs teil, unter anderem die Weichsellegion an der Schlacht bei Saragossa und an der Schlacht von Somosierra. In diesem Zusammenhang entstand auch das Werk Die Handschrift von Saragossa von Jan Potocki. 
Kurz nachdem Polen seine Unabhängigkeit nach dem Ersten Weltkrieg wiedererlangt hatte, nahmen beide Staaten im Mai 1919 diplomatische Beziehungen auf. Zahlreiche polnische Verbände nahmen im Rahmen der Internationalen Brigaden, u. a. das Dąbrowski-Bataillon, an dem Spanischen Bürgerkrieg auf Seiten der Republik teil. Im Zweiten Weltkrieg blieb Spanien neutral, schloss die polnische Botschaft und die Konsulate jedoch trotz Drucks von Nazi-Deutschland nicht. In den polnischen diplomatischen Missionen konnten zahlreiche (gefälschte) Dokumente für Flüchtlinge aus Polen erteilt werden, die eine Flucht ins Vereinigte Königreich oder nach Übersee ermöglichten. 
Nach dem Zweiten Weltkrieg erkannte Spanien zunächst weiter die Polnische Exilregierung in London bis in die 1960er Jahre an. Zur Volksrepublik Polen nahm Spanien erst 1977 diplomatische Beziehungen auf, da die kommunistische Regierung in Warschau wiederum Francisco Franco nicht anerkennen wollte. Nach dem Ende des Kommunismus in Polen und dem polnischen EU-Beitritt 2004 haben sich die Beziehungen intensiviert und sind besonders im Bereich Wirtschaft und Tourismus eng. 
In Warschau und Krakau befindet sich jeweils ein Instituto Cervantes. In Madrid gibt es ein Polnisches Institut. Etwa eine halbe Million Polen besucht Spanien jährlich als Touristen. In Spanien leben zudem ca. 100.000 Polen.
Polen besitzt eine Botschaft in Madrid und ein Generalkonsulat in Barcelona. Spanien hat eine Botschaft in Warschau.